# Comuna Luncavița, Caraș-Severin
Luncavița este o comună în județul Caraș-Severin, Banat, România, formată din satele Luncavița (reședința) și Verendin.

## Așezare geografică
Comuna Luncavița este situat în partea de sud-vest a României, în regiunea Banat. Aparține județului Caraș-Severin. Luncavița este așezată în bazinul de pe versantul sud-vestic al cumpenei apelor numită Poarta Orientală, la o distanță de 4 km de gara Poarta, pe marginea pârâului Luncavița, care își are obârșia în apropierea munților Semenic (Dealul lui Loga, Trăstura). În partea de est Luncavița se învecinează cu comuna Domașnea, în partea de sud cu comuna Mahadica (numită popular Megica), în partea de vest cu satul Verendin, iar în partea de nord cu comuna Teregova. Primăriei Luncavița îi sunt subordonate: satul Luncavița și satul Verendin, situat la o distanță de 4 km.

## Relieful

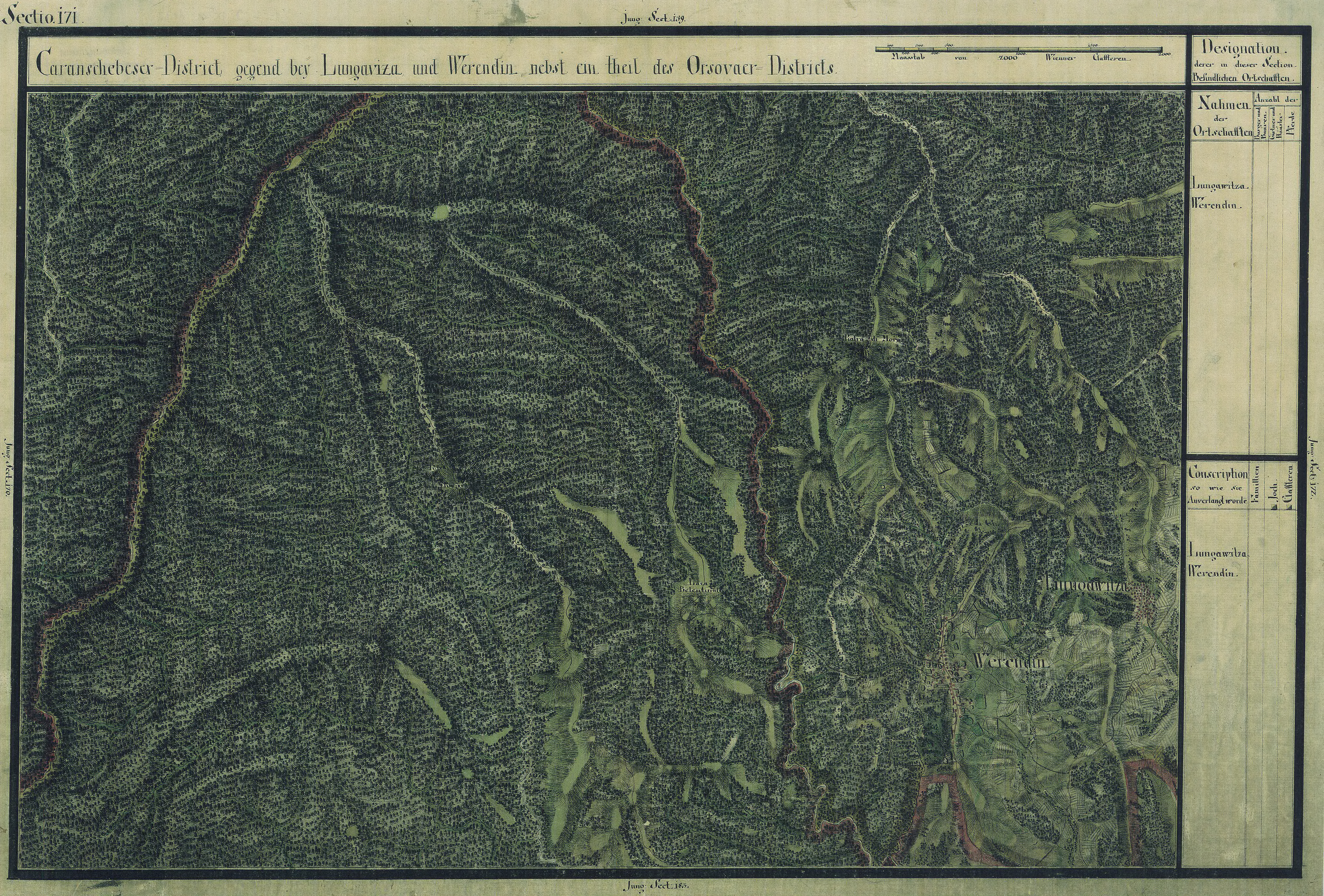
Luncavița în Harta Iosefină a Banatului, 1769-72

Relieful este de tip colinar. Așezată pe valea pârâului omonim, Luncavița are o deschidere deosebit de fascinantă spre Munții Cernei (sud-est) și Munții Țarcului (nord-est). Spre nord-vest se deschide treptat relieful submuntos al Muntelui Semenic. Preocupările principale ale locuitorilor sunt: agricultura, pomicultura, creșterea animalelor și meșteșugăritul (cojocărit, tâmplărie, tinichigerie, zidărie etc.).

## Clima
Fiind așezată în partea de sud-vest a țării, sub influența directă a Mării Adriatice și la adăpostul Munților Carpați, zona se integrează în climatul submediteraneean. Subtipul climatic al Banatului de sud și sud-est este caracterizat prin contactul dintre masele de aer atlantic și presiunea făcută de masele de aer mediteraneean, ceea ce oferă un caracter moderat regimului termic. Iernile și verile fiind scurte ca durată, iar primăverile și toamnele, mai lungi - temperaturile sunt moderate la ambele extreme, atât la cald cât și la rece. Temperaturile medii variază între -5º si 1 °C în lunile de iarnă, iar vara, sunt cuprinse intre 25º si 28 °C, ceea ce demonstrează influența sudică în această parte a Banatului. Cele aproape 4 luni de primavară și toamnă oferă principala caracteristică a zonei din punct de vedere climatic - temperatura medie fiind de 11,5 °C. Analizând regimul precipitațiilor, la Luncavița avem o medie de 737,2 mm pe an. Cea mai mare cantitate de precipitații cade în lunile mai și iunie, precum și în toamnă, în octombrie și noiembrie. Zilele cu zăpadă variaza între 25 și 30 pe an. Stratul de zăpadă poate atinge o înălțime de max. 70 cm. Vânturile dominante își orientează direcția după valea Luncaviței, în general dinspre nord spre sud.

## Istoria
O monografie detaliată a comunei Luncavița a fost realizată în anul 1966 de către dl. Filip Trastau, originar din Luncavița, și este disponibilă integral pe pagina de internet a comunei:
http://www.luncavita.com/Romaneste/Monografia_1.htm.

## Descrierea stemei
Stema comunei Luncavița se compune dintr-un scut triunghiular cu marginile rotunjite, retezat și tăiat, în căprior. În șef, în câmp verde, se află trei miei de aur, trecând spre dreapta. În prima partiție, în câmp albastru, se află o rindea de argint. În a doua partiție, în câmp roșu, se află un cap de urs văzut din față, de aur. În a treia partiție, în câmp albastru, se află trei prune așezate pe o crenguță cu trei frunze de argint. Scutul este trimbrat de o coroană murală de argint cu un turn crenelat.
Semnificațiile elementelor însumate:
Mieii amintesc faptul că localitatea a fost întemeiată de coloniști aduși de împărăteasa Maria Tereza din Oltenia, și anume din localitatea Calea Oii. Rindeaua este simbolul ocupației tradiționale a locuitorilor, respectiv tâmplăria și prelucrarea lemnului. Capul de urs face referire la fauna cinegetică a zonei. Prunele semnifică faptul că zona este bogată în pomi fructiferi.
Coroana murală cu un turn crenelat semnifică faptul că localitatea are rangul de comună.

## Demografie
Componența etnică a comunei Luncavița
     Români (96,08%)
     Alte etnii (0,14%)
     Necunoscută (3,78%)
Componența confesională a comunei Luncavița
     Ortodocși (95,56%)
     Alte religii (0,61%)
     Necunoscută (3,83%)
Conform recensământului efectuat în 2021, populația comunei Luncavița se ridică la 2.142 de locuitori, în scădere față de recensământul anterior din 2011, când fuseseră înregistrați 2.613 locuitori. Majoritatea locuitorilor sunt români (96,08%), iar pentru 3,78% nu se cunoaște apartenența etnică. Din punct de vedere confesional, majoritatea locuitorilor sunt ortodocși (95,56%), iar pentru 3,83% nu se cunoaște apartenența confesională.

## Politică și administrație
Comuna Luncavița este administrată de un primar și un consiliu local compus din 11 consilieri. Primarul, Ion Velescu[*], de la Partidul Social Democrat, este în funcție din 2004. Începând cu alegerile locale din 2024, consiliul local are următoarea componență pe partide politice:
|  | Partid                          | Consilieri | Componența Consiliului | Componența Consiliului | Componența Consiliului | Componența Consiliului | Componența Consiliului | Componența Consiliului |
|  | ------------------------------- | ---------- | ---------------------- | ---------------------- | ---------------------- | ---------------------- | ---------------------- | ---------------------- |
|  | Partidul Social Democrat        | 6          |                        |                        |                        |                        |                        |                        |
|  | Uniunea Salvați România         | 2          |                        |                        |                        |                        |                        |                        |
|  | Partidul Național Liberal       | 1          |                        |                        |                        |                        |                        |                        |
|  | Alianța pentru Unirea Românilor | 1          |                        |                        |                        |                        |                        |                        |
|  | Partidul Mișcarea Populară      | 1          |                        |                        |                        |                        |                        |                        |